# HMS Quality (G62)
Le HMS Quality (G62/D18) est un destroyer de classe Q en service dans la Royal Navy pendant la Seconde Guerre mondiale. Transféré dans la Royal Australian Navy à la fin de 1945 sous le nom de HMAS Quality (G62/D262), le destroyer est retiré du service après seulement 59 jours de service. Il devait être transformé en frégate anti-sous-marine dans les années 1950 avant d'être finalement vendu pour démolition en 1958.

## Historique

### Seconde Guerre mondiale
Pendant la Seconde Guerre mondiale, le destroyer a opéré dans l'océan Atlantique, en Méditerranée et dans l'océan Indien. Il est transféré dans la British Pacific Fleet en 1945.
Le 25 juillet 1944, le Quality participe à l'opération Crimson, un bombardement aéronaval sur les aérodromes japonais dans les villes indonésiennes de Sabang, Lhoknga et Kutaraja. À 05 h 15, en compagnie des destroyers HMS Quilliam, HMS Quickmatch et du croiseur léger hollandais HNLMS Tromp, le Quality entre dans le port de Sabang au cours duquel il bombarde et torpille les positions japonaises et les navires le long de la côte et du quai. Le Quality est touché à 07 h 11 par un obus antiaérien de 3 pouces explosant dans le gréement, causant des dommages au pont arrière et au mât. Huit ont été blessés par l'explosion et un décédera de ses blessures, un cadreur britannique de Movietone News qui filmait à bord à ce moment-là.
Le 17 septembre 1945, le Quality et le HMAS Nepal furent les premiers navires du Commonwealth à remonter le fleuve Sumida-gawa jusqu'à Tokyo. Le Quality transporta un groupe de 300 marins de la Royal Navy et Royal Marines des navires de guerre britanniques King George V et Newfoundland pour la réouverture de l'ambassade britannique.
Le Quality a reçu quatre honneurs de bataille pour son service de temps de guerre: "Afrique du Nord 1942-43", "Sabang 1944", "Okinawa 1945", et "Japon 1945".

### Transfert dans la Royal Australian Navy

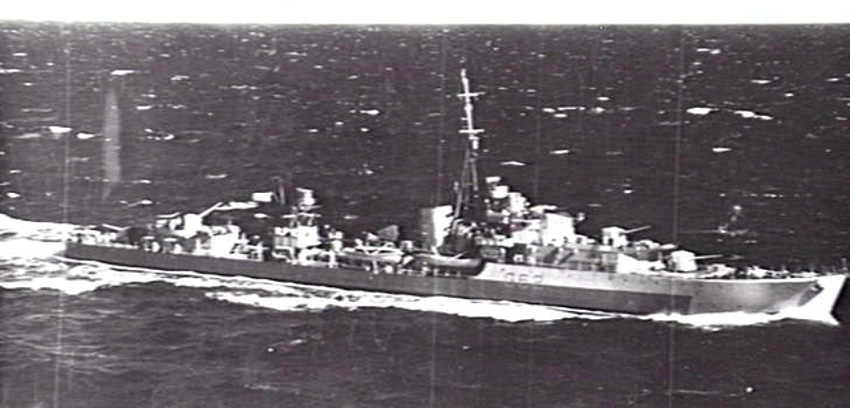
Le HMAS Quality en service dans la Royal Australian Navy.

Le 8 octobre 1945, le Quality est l'un des cinq navires de la classe Q transférés dans la Royal Australian Navy. Ce transfert permet à la Royal Navy de récupérer quatre destroyers de la classe N prêtés aux australiens durant la guerre. Le Quality est remis en service le 28 novembre, et passe la majeure partie de sa courte carrière dans les eaux australiennes, à l'exception d'une visite sur l'île de Manus et en Nouvelle-Guinée.
Il est placé en réserve le 25 janvier 1946, soit 59 jours après sa remise en service. Devant être converti en une frégate anti-sous-marine, le Quality et ses quatre sisters-ship sont finalement donnés à la RAN en mai 1950. Dernier des cinq navires à être converti, le Quality subit des radoub en 1948 et 1950 avant d'être amarré en 1954 afin de réparer sa coque. Le 14 août 1956, l'on découvre que la coque s'était corrodée au niveau de la ligne de flottaison, le navire prenant de l'eau.
La détérioration du navire en attendant sa modernisation, combinée à la réduction des effectifs de la RAN après la Seconde Guerre mondiale, à l'augmentation du coût des quatre autres conversions des navires de la classe Q, et à la nécessité pour la RAN de réduire ses dépenses afin de soutenir la construction des nouveaux porte-avions de la marine seront les principales raisons de l'annulation du projet de reconversion des destroyers. Le Quality est vendu pour démolition à la société Mitsubishi Corporation le 10 avril 1958. Sa cloche a été donnée à une école de Nowra, en Nouvelle-Galles du Sud.

## Commandement
- Lieutenant commander Gilbert Lescombe Farnfield du 15 juin 1942 à juin 1944.
- Lieutenant commander Robert William Jocelyn de juin 1944 à septembre 1945.
- Lieutenant commander Frank Maclear Graves de septembre 1945 au 8 octobre 1945.